# Ophiochalcis
Ophiochalcis is een geslacht van slangsterren uit de familie Ophiuridae.

## Soorten
- Ophiochalcis scabra (Koehler, 1905)